# Гай Фурий Пацил (консул 251 года до н. э.)
Гай Фу́рий Пацил (лат. Gaius Furius Pacilus; умер после 251 года до н. э.) — римский политический деятель из патрицианского рода Фуриев, консул 251 года до н. э.
Упоминания Гая Фурия в сохранившихся источниках относятся только к году его консульства. Коллегой Фурия был плебей Луций Цецилий Метелл. В это время в самом разгаре была Первая Пуническая война; в предыдущем году римский флот понёс огромный урон из-за шторма, и из-за этого решено было уклоняться от морских сражений, а основные усилия сосредоточить на сухопутной войне. Фурий и Цецилий возглавили армию, высадившуюся в Сицилию. Об их действиях ничего не известно до того момента, когда Пацил с половиной войск вернулся в Рим. После этого его коллега одержал победу в большом сражении. 
Орозий ошибочно называет Гая Фурия Плацидом